# Ангела (мифология)
Анге́ла (др.-греч. Ἄγγελος) — персонаж древнегреческой мифологии. Дочь Зевса и Геры. Была отдана на воспитание нимфам. В зрелом возрасте украла у матери специальную мазь, которую передала дочери Феникса Европе. Гера разозлилась и захотела наказать дочь. Та испугалась и убежала. Вначале она спряталась в доме роженицы, а затем покойника. Хотя Гера и простила дочь, кабиры — боги, имевшие силу избавлять от бед и опасностей, успели окунуть Ангелу в реку подземного царства Ахерон. После этого омовения дочь богов стала принадлежать Аиду и получила эпитет «катахтонии» (посвящённой подземному царству).
Этот миф дошёл до нас в схолии ко II идиллии Феокрита с отсылкой на мим Софрона Сиракузского (V век до н. э.). Антиковеды видят в Ангеле один из возможных прообразов богини подземного мира Гекаты. В античном мире слово др.-греч. ἄγγελος могли использовать для обозначения посредников между подземным царством и миром живых. Эпитет «Ангела» в Сиракузах применяли относительно Артемиды. Также Гермеса, одной из функций которого было сопровождение душ умерших в Аид, называли «ангелосом» богини царства мёртвых Персефоны.